# Lamelipodio

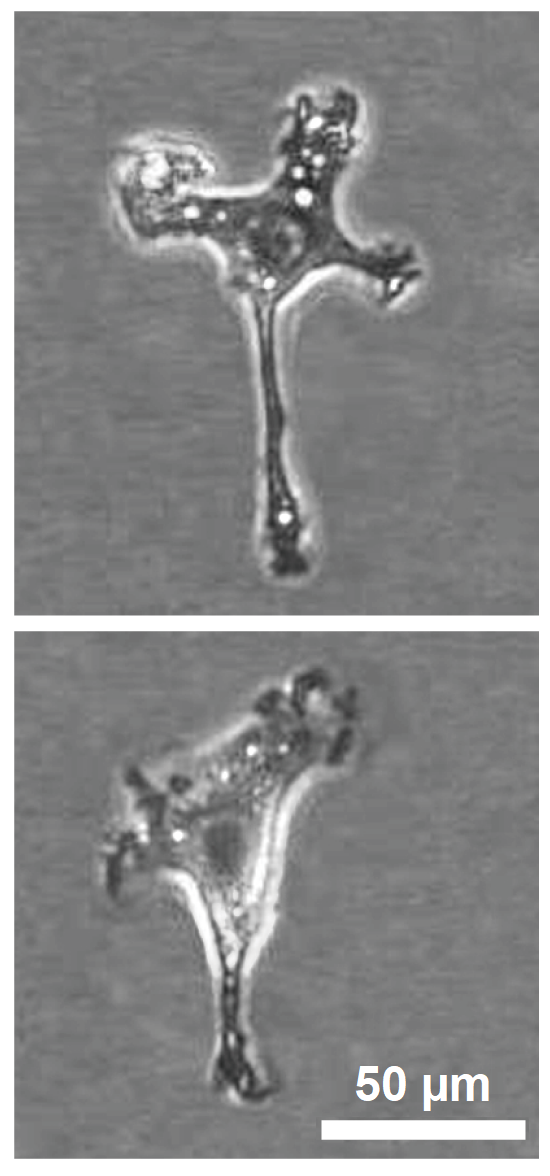
Lamelipodios en células de microglia

Los lamelipodios (latín lamella, "laminilla", y griego podοs, "pie") son prolongaciones anchas y laminares transitorias de la membrana celular producidas por la acción de microfilamentos de actina profundos, que pertenecen al citoesqueleto celular. Los lamelipodios son de importancia fundamental en la migración celular de múltiples células del cuerpo de los organismos pluricelulares. Se generan en diversos procesos biológicos como el desarrollo embrionario, la respuesta del sistema inmune, la cicatrización de heridas, la fagocitosis y también en la metástasis tumoral.

## Funciones
Los lamelipodios están involucrados en el desplazamiento de las células eucariotas. En los eucariotas pluricelulares este desplazamiento o migración celular ocurre en condiciones fisiológicas pero también en las patológicas. La migración celular mediante lamelipodios es fundamental para los procesos biológicos como la cicatrización de heridas, la respuesta del sistema inmune y el desarrollo embrionario, pero también para la metástasis.

## Dinámica del lamelipodio
Durante el proceso de migración celular se observa una polarización en la célula, con diferenciación asimétrica de los dominios celulares en todos los niveles: molecular, morfológico y también en el nivel funcional.

El lamellipodio presenta un tipo particular de dinámica de actina, una zona muy estrecha que está limitada a 1~3 µm del borde de ataque (o borde de dirección). El reciclaje de monómeros de actina en el borde de dirección, es mucho más rápido que en la zona interna de la célula.
Habitualmente se generan múltiples lamelas desde el borde de la célula, que finalmente terminarán en una única protrusión de membrana, que constituirá el frente de avance o lamelipodio.
El citoesqueleto cambia su dinámica, provocando la extensión y el crecimiento orientado del lamelipodio  como un proceso activo de la membrana.

El lamelipodio puede extenderse largas distancias, arrastrando tras de si la célula a través del tejido,  mediante la presión hidrostática intracelular, generada en el citoplasma por el córtex contráctil de actomiocina.

Posteriormente el lamelipodio se estabiliza gracias a la unión con receptores transmembrana del tejido, formándose un complejo de adhesión denominado “contacto focal”.

Por último, la parte fija posterior de la célula se desprende de sus puntos de anclaje y la membrana plasmática se retrae, alcanzando al resto de la célula.
Los fibroblastos del tejido conectivo subcutáneo, productores de colágeno y elastina, emiten lamelipodios por un sector de su membrana, otorgándoles a estas células un tipo de motilidad llamado "movimiento fibroblástico".

Los linfocitos del sistema inmunitario son células muy móviles, necesitan desplazarse en superficies en dos dimensiones como el endotelio de los vasos sanguíneos, y después necesitan extravasarse y moverse en entornos en tres dimensiones, como la matriz extracelular de los tejidos.

Cuando un neutrófilo encuentra una bacteria, su lamelipodio se extiende y rodea el microorganismo, los lamelipodios ricos en actina se extienden desde la célula inmuológica para englobar la partícula.

El linfocito T al generar la sinapsis inmunológica comienza emitiendo una protrusión alrededor de la célula antigénica, luego la polimerización de la actina filamentosa hace que el lamelipodio se extienda y forme una sinapsis madura con los llamados agregados supramoleculares (SMAC).

La microglia son las células inmunes del sistema nervioso, son capaces de detectar con sus lamelipodios y luego englobar con seudópodos el material degradado. Luego de una lesión nerviosa aguda, la microglía circundante extiende los lamelipodios, hacia el sitio lesionado en cuestión de minutos, mientras retrae otros opuestos: un fenómeno llamado polarización. Dentro de unas pocas horas después de esa transformación ameboide, las microglias que responden activándose, migran y comienzan la fagocitosis.